# Stephen Warnock
Stephen David Warnock (Ormskirk, 1981. december 12. –) angol válogatott labdarúgó, jelenleg a Leeds United hátvédje.